# 순천 선암사 대각암 승탑
순천 선암사 대각암 승탑(順天 仙巖寺 大覺庵 僧塔)은 전라남도 순천시 승주읍, 선암사에 있는 고려시대의 승탑이다. 1987년 9월 18일 전라남도의 유형문화재 제157호로 지정되었다가, 1992년 1월 15일 대한민국의 보물 제1117호로 승격되었다.

## 개요
선암사는 통일신라 헌강왕 5년(875)에 도선이 창건하였고, 고려 선종 6년(1088)에 의천에 의해 대규모로 다시 지어졌다. 이 승탑은 대각국사 의천이 선암사에 딸린 암자에서 크게 깨달음을 얻었다 하여 대각암이란 이름이 붙여졌다고 한다.
전형적인 8각 승탑으로, 3개의 받침돌로 이루어진 기단(基壇)위에 탑신(塔身)을 올린 후 머리장식을 얹어 놓았다. 기단에서 아래받침돌은 옆면에 구름무늬를 새겨놓았고, 가운데받침돌은 각 면에 1구씩 안상(眼象)을 얕게 새겼다. 윗받침돌에는 8장의 연꽃잎이 둘러져 있다. 탑신의 몸돌은 각 모서리마다 기둥을 본떠 새겼으며, 앞뒷면에 자물쇠가 달린 문짝모양을 새겨 두었다. 지붕돌은 평평하고 투박한 모습으로, 경사진 면의 모서리는 굵직하고, 그 끝마다 큼직하게 솟은 꽃장식이 달려 있다. 꼭대기의 머리장식으로는 보륜(寶輪:바퀴모양의 장식)과 보주(寶珠:연꽃봉오리모양의 장식) 등이 차례로 올려져 있다.
조각수법과 지붕돌 형태 등으로 보아 고려 전기의 작품으로 보인다.

## 같이 보기
- 선암사

## 참고 자료
- 순천 선암사 대각암 승탑 - 국가유산청 국가유산포털